# Slătioara, Maramureș
Slătioara este un sat în comuna Strâmtura din județul Maramureș, Transilvania, România.

## Istoric
Prima atestare documentară: 1353 (Sospatakchu),  1430 (Zlatyna),  1431 (Zlatyna, Zlatina). 

## Etimologie
Etimologia numelui localității: din hidron. Slătioara < subst. slătioară „pârâu cu apă sărată" (< subst. slatină „apă sărată, izvor sărat" + suf. dim. -ioară < lat. -eola). 

## Demografie
La recensământul din 2011, populația era de 513 locuitori. 